# Europees kampioenschap zeilwagenrijden 2001
Het Europees kampioenschap zeilwagenrijden 2001 was een door de Internationale Vereniging voor Zeilwagensport (FISLY) georganiseerd kampioenschap voor zeilwagenracers. De 39e editie van het Europees kampioenschap vond plaats in de Franse Vendée.

## Uitslagen
| klasse   | Goud                 | Zilver          | Brons                 |
| -------- | -------------------- | --------------- | --------------------- |
| Standart | Damien Telle         | Antony Cottard  | Sylvain Lebaillif     |
| Klasse 2 | Jean Marc Grimonpont | Henri Demuysere | Bernard Morel         |
| Klasse 3 | Bertrand Lambert     | Gabriel Valat   | Hans Werner Eickstädt |
| Klasse 5 | Xavier Faucon        | Brice Petit     | Dave Green            |
| Klasse 7 | Marc Hermel          | Thierry Gallet  | Vincent Dedisse       |
| Klasse 8 | Bjorn Krautshick     | Amin Schwarz    | Stephan Knickmeier    |

1963 ·
1964 ·
1965 ·
1966 ·
1967 ·
1968 ·
1969 ·
1970 ·
1971 ·
1972 ·
1973 ·
1974 ·
1975 ·
1976 ·
1977 ·
1978 ·
1979 ·
1980 ·
1981 ·
1982 ·
1983 ·
1984 ·
1985 ·
1986 ·
1987 ·
1988 ·
1989 ·
1990 ·
1991 ·
1992 ·
1993 ·
1994 ·
1995 ·
1996 ·
1997 ·
1998 ·
1999 ·
2000 ·
2001 ·
2002 ·
2003 ·
2004 ·
2005 ·
2006 ·
2007 ·
2009 ·
2010 ·
2011 ·
2013 ·
2015 ·
2016 ·
2017 ·
2019 ·
2020 ·